# Aléria (piève)
Pour l’article homonyme, voir Aléria.
Aléria (en corse : Aleria /aˈlerja/) est une ancienne piève de Corse. Située dans l'est de l'île, elle relevait de la province d'Aléria sur le plan civil et du diocèse d'Aléria sur le plan religieux.
Désertée des suites du paludisme et des incursions barbaresques, elle n'est déjà plus mentionnée à la fin du Moyen Âge. Le territoire correspondant se repeuplera progressivement à partir de la fin du XVIIIe siècle par la sédentarisation de bergers originaires des pièves de Serra, Vivario et Castello en particulier.

## Géographie

### Situation

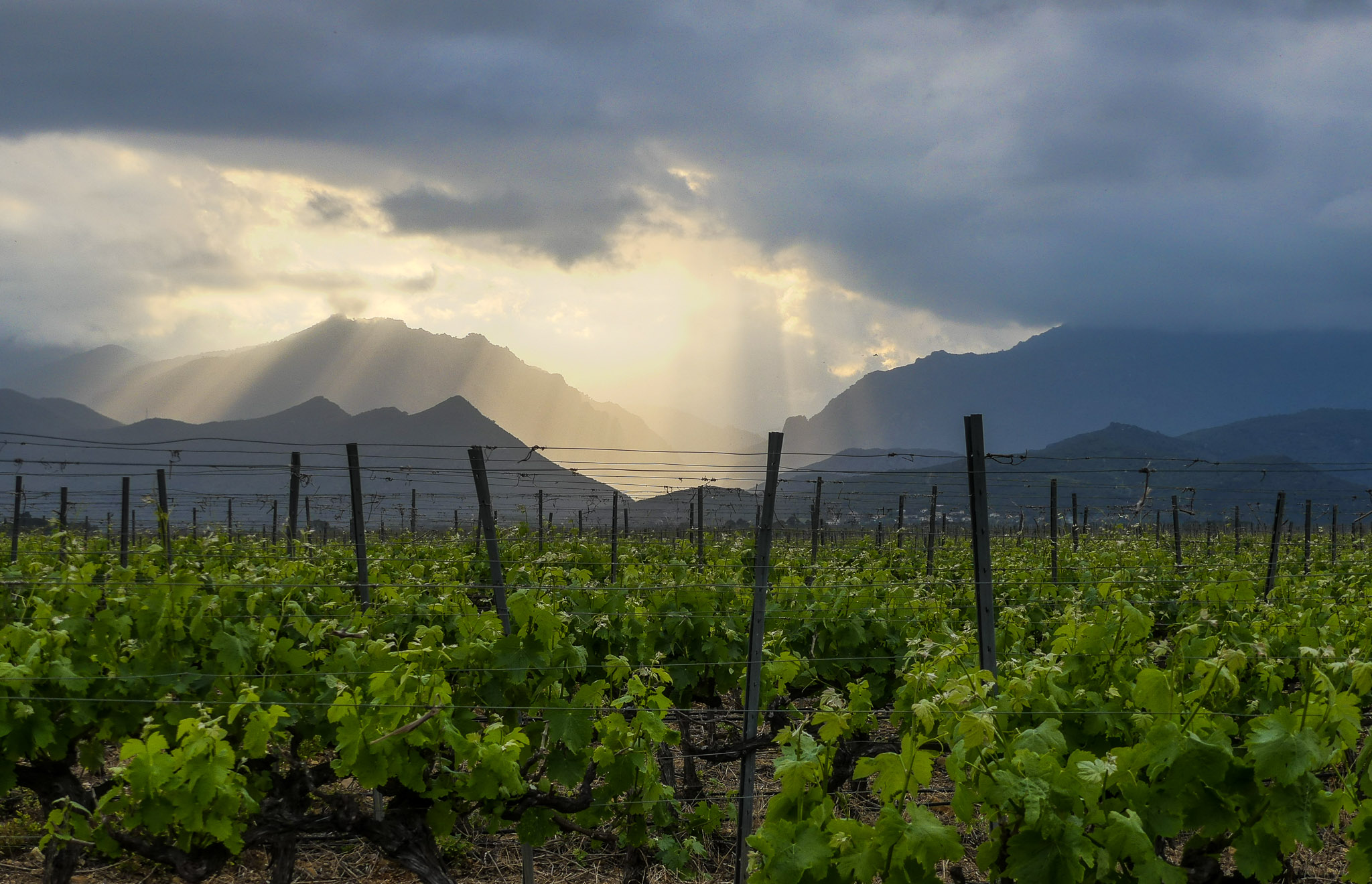
Vignobles à Aghione.

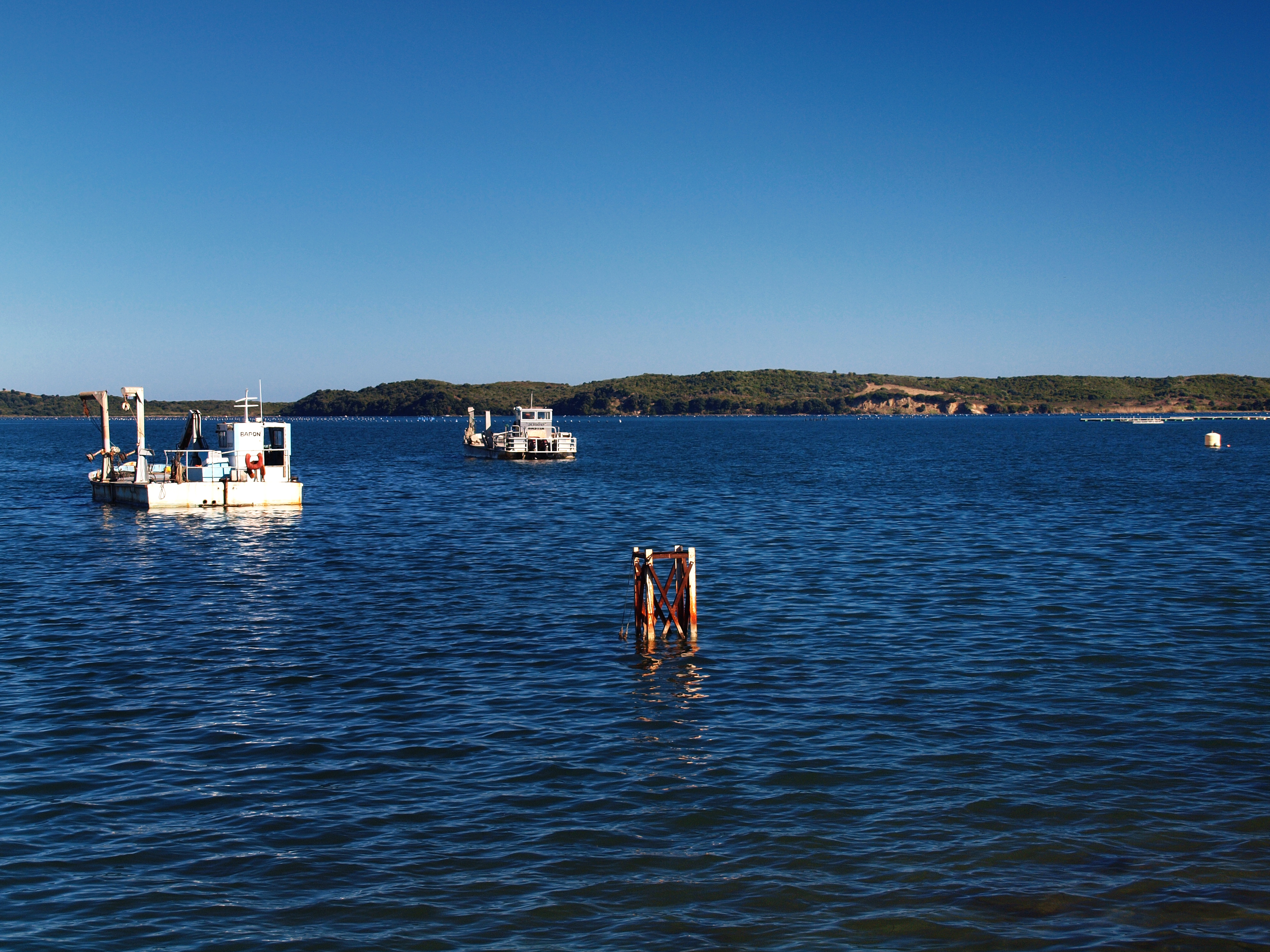
L'étang de Diana

La piève d'Aléria est un vaste territoire de la Plaine orientale de la Corse, situé entre les contreforts orientaux de la chaîne centrale et la côte tyrrhénienne. La majeure partie de son territoire est occupée par une vaste plaine largement agricole.
Elle se caractérise par ses nombreux étangs et zones humides dont les deux plus grands sont les étangs de Diane et d'Urbino, séparés de la mer Tyrrhénienne par de longs cordons lagunaires.

### Territoire
Son tissu d'habitat était principalement constitué de petits villages et hameaux pastoraux éparpillés dans la plaine, vestiges de la transhumance qui avait autrefois lieu entre la plaine et les pièves montagnardes de Serra, Vivario et Castello.
La prévalence du paludisme et les incursions barbaresques ont longtemps empêché la sédentarisation de la population sur ce territoire, qui n'a démarré qu'au XIXe siècle.
L'expansion démographique et l'éloignement vis-à-vis des chefs-lieux communaux ont abouti à l'individualisation de quatre communes au cours du XIXe siècle :
- Aléria en 1824 à partir de territoires communaux de Pianello, Zuani et Moïta ;
- Ghisonaccia en 1845 à partir de territoires communaux de Lugo-di-Nazza ;
- Aghione en 1864 à partir de territoires communaux de Gatti-di-Vivario et Vezzani ;
- Casevecchie en 1866 à partir de territoires communaux de Noceta et Rospigliani.

### Composition
La plaine d'Aléria comprend, du nord au sud, les communes de :
- Aléria ;
- Casevecchie ;
- Aghione ;
- Ghisonaccia.

Les pièves limitrophes d'Aléria sont :

## Histoire

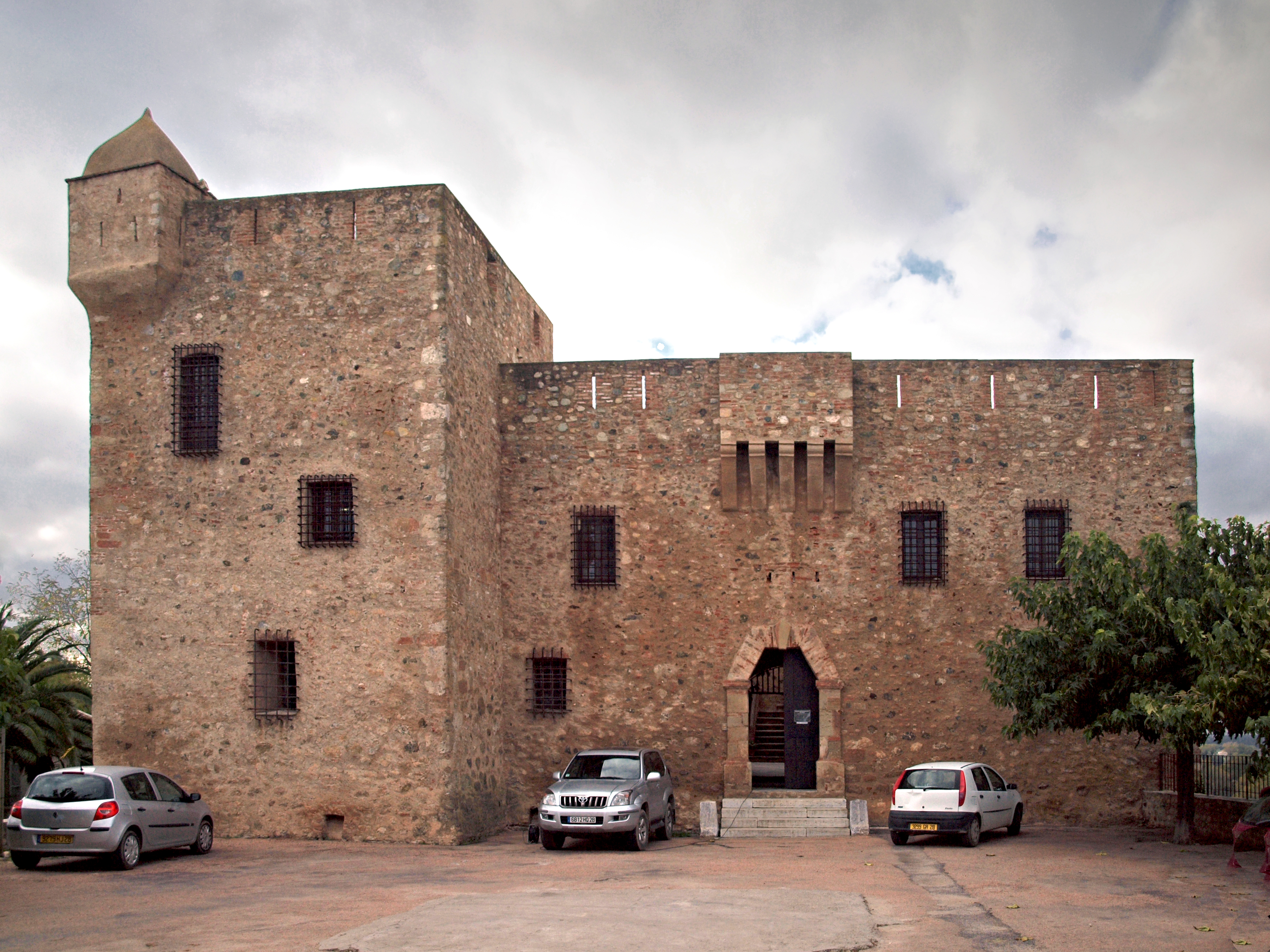
Le fort de Matra à Aléria.

La Plaine orientale a été occupée depuis l'Antiquité. La cité d'Alalia fut la capitale de la Corse antique, grecque, étrusque, carthaginoise et romaine. Elle avait été fondée en 565 av. J.-C..

En 935, la vieille colonie d'Aléria était devenue un des principaux boulevards des Sarrasins. 

« Les premiers corsaires qui la prirent, la saccagèrent de fond en comble, mais lorsque le nombre de leurs compatriotes s'accrut, ils durent chercher à relever les ruines romaines et à s'y établir. Passionnés pour les courses de taureaux et les luttes d'hommes, il ne serait pas extraordinaire qu'ils eussent rebâti, ou même seulement restauré l'amphithéâtre. De ses proportions toutes mesquines, on peut conclure que la population d'Aleria était très faible, à l'époque où il fut construit, car je ne suppose pas qu'il ait jamais pu contenir plus de deux mille spectateurs »

— Mérimée in Notes d'un voyage en Corse - 1840
.
Aléria étant ruinée, pour se mettre à l'abri des Barbaresques qui razziaient fréquemment le littoral, l'évêque d'Aléria demeurait à Cervione dont l'église Saint-Erasme a été une cathédrale de 1558 à la Révolution de 1789.
C'est sur les hauteurs qu'autrefois la population avait établi ses communautés, afin de voir venir l'envahisseur barbaresque qui a razzié pendant près de trois siècles les côtes de l'île.